# Centre Spatial Guyanais
Het Centre Spatial Guyanais CSG bij Kourou in Frans-Guyana is het lanceercentrum van de Europese Ruimtevaartorganisatie ESA. Hier worden onder meer de Arianeraketten van ESA en Arianespace gelanceerd.

## Locatie
Kourou ligt op slechts 500 kilometer van de evenaar en is daardoor voor veel lanceringen de gunstigst gelegen lanceerbasis ter wereld. Als gevolg van de aardrotatie krijgt een raket hier bij lancering 460 meter per seconde extra snelheid bij lanceringen in oostelijke richting. Bovendien is het eenvoudiger om vanaf deze locatie satellieten in omloopbanen boven de evenaar te brengen. Een bijkomend voordeel van de ligging van Kourou is dat de lanceerbaan boven zee ligt zodat er geen risico's voor de bevolking zijn in geval een lancering mislukt.

## Geschiedenis
De lanceerbasis werd in 1964 door Frankrijk gesticht. In hetzelfde jaar werd de eerste raket van het type Véronique gelanceerd en op 5 november 1971 werd de enige Europa-2-raket gelanceerd. Nadat in 1975 ESA was opgericht werd de basis opengesteld voor lanceringen van ESA. Voor het lanceren van de Europese Arianeraket werd de basis tussen 1975 en 1978 op kosten van ESA omgebouwd.
Ook niet-Europese ondernemingen kunnen vanaf CSG raketten lanceren. ESA betaalt twee derden van de jaarlijkse kosten van de lanceerbasis. De gelanceerde raketten zijn onbemand.

## Lanceringen

### Ariane
Op 24 december 1979 werd de eerste Ariane 1-raket gelanceerd vanaf lanceerplatform ELA-1 (zie ook onder). Dit lanceerplatform was verbouwd van zijn eerdere functie als lanceerplatform van de Europa 2 naar de Arianespace 1 en werd later ook voor raketten van het type Ariane 2 en Ariane 3 aangepast. Voor de lancering van de veel grotere Ariane 4-raketten werd een nieuw lanceerplatform gebouwd, ELA-2, dat op 15 juli 1988 werd gebruikt voor de eerste lancering van een Ariane 4. 
Voor het lanceren van Ariane 5-raketten werd weer een nieuw platform gebouwd, ELA-3. Op 4 juni 1996 werd vanaf dit platform de eerste Ariane 5 gelanceerd. De lancering was een fiasco als gevolg van fouten in de lanceersoftware maar vervolgens zijn vanaf die periode vele succesvolle lanceringen met Ariane 5 uitgevoerd.De bekendste daarvan was de lancering van de James Webb-ruimtetelescoop op 25 december 2021. 
In september 2021 werd het lanceercomplex (ELA-4) voor de lancering van Ariane 6 geopend. De belangrijkste elementen bestaan uit het lanceerplatform met twee uitlaatkanalen, het mobiele portaal en het assemblagegebouw van het lanceervoertuig. De uiteindelijke integratie van Ariane 6 vind plaats in het mobiele portaal zoals dat ook gebeurt bij Sojoez en Vega.

### Sojoez
In 2004 werd begonnen met de bouw van lanceerplatform ELS voor Sojoezraketten dat sinds 2011 in gebruik is. Dit platform ligt als enige niet in de gemeente Kourou, maar in de aangrenzende gemeente Sinnamary. Een verdrag geeft ESA het recht Sojoezraketten voor eigen doeleinden te lanceren, terwijl de Russische ruimtevaartorganisatie het CSG kan gebruiken als alternatief voor de eigen lanceerbasis Kosmodroom Bajkonoer. 
Deze raketten worden sinds 2022 niet meer gelanceerd vanwege sancties als gevolg van de Oekraïneoorlog. Met de raketten zouden in 2023 en 2024 de Euclid-ruimtetelescoop en de Hera-sonde worden gelanceerd. Deze lanceringen werden overgenomen door het Amerikaanse bedrijf SpaceX en verplaatst naar Cape Canaveral in Florida, waar ze werden uitgevoerd met Falcon 9-raketten.

### Vega
Eind 2004 werd begonnen met het verbouwen van ELA-1 tot ELV om dit platform geschikt te maken voor het lanceren van de Europese draagraket Vega. In 2012 werd de eerste Vega-draagraket gelanceerd.
In juli 2022 debuteerde de Vega C vanaf hetzelfde platform. ELA-3 wordt sinds de laatste Ariane 5 lancering verbouwd om in de toekomst het lanceerplatform voor Vega E te worden.

### Multi-user
In juli 2022 tekende het Duitse bedrijf Isar Aerospace een contract met CNES voor het lanceren van hun Spectrum vanaf het voormalige Diamant-platform uit de jaren 1960. Op de plaats van het voormalige Diamant-platform zal CNES een platform genaamd ELM voor meerdere gebruikers bouwen waarop mobiele lanceerinstallatie kunnen worden geplaatst. In juni 2023 heeft ook het eveneens Duitse Rocket Factory Augsburg een contract met CNES getekend om er hun RFA One te lanceren. Ook het Spaanse PLD Space tekende in juni 2024 om er hun Miura 5 te lanceren.

## Infrastructuur
De infrastructuur van CSG bestaat uit gebouwen waar raketten en satellieten worden voorbereid op de lancering, zes lanceerplatforms (3 actief, 3 stilgelegd of in verbouwing), een controlecentrum en een fabriek voor de fabricage van raketbrandstof.
De lanceerplatforms zijn (zie ook boven):
- ELM, voormalig Diamantplatform nu multi-user platform.
- ELA (Ensemble de Lancement Ariane): ELA-2 (stilgelegd), ELA-3 (wordt verbouwd voor Vega E) en ELA-4
- ELV (Ensemble de Lancement Vega), eerder ELA-1
- ELS (Ensemble de Lancement Soyouz) voorlopig stilgelegd wegens sancties als gevolg van de Oekraïneoorlog[16]

Een onderdeel van de Parijse brandweer (Brigade de Sapeurs-Pompiers de Paris) is aanwezig voor brandbestrijding. De Gendarmerie Nationale en het Vreemdelingenlegioen bewaken het terrein.
De omgeving van de basis, een gebied van honderden vierkante kilometers, is niet vrij toegankelijk, en de jacht is er verboden; zodoende is er een soort natuurreservaat ontstaan waar de aanwezige fauna van profiteert, onder meer de zeldzame wezelkat en de tayra.